# Skybridge (Чикаго)
Skybridge — хмарочос в Чикаго, США. Висота 39-поверхового будинку становить 128.17 м. Будівництво було завершено в 2003 році. Проект будинку було розроблено архітектурним бюро Perkins+Will.